# Шренк (река)
Шренк — река в Таймырском Долгано-Ненецком районе Красноярского края России, левый приток Нижней Таймыры.

## Общие сведения

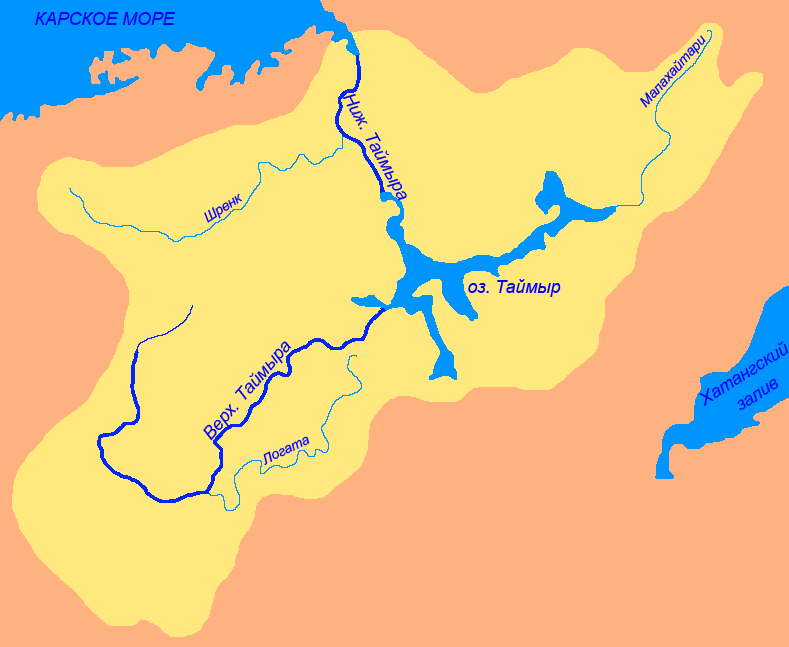

Вытекает из безымянного озера в северных отрогах гор Бырранга на севере полуострова Таймыр на высоте более 266 м над уровнем моря. В верховьях течёт преимущественно в юго-восточном направлении. После впадения реки Посадочной направление меняется на северо-восточное. Протекает в ландшафте арктической тундры и горных пустынь. Впадает в Нижнюю Таймыру по левому берегу на расстоянии 87 км от её устья. Длина реки составляет 372 км. Площадь водосборного бассейна — 11800 км².

## Характеристика
- При устье река имеет ширину 283 метра, глубину 5 метров, твёрдый грунт дна, скорость течения 0,6 м/с[6].
- В среднем течении, перед впадением реки Начальная, русло сужается до 70 метров, глубина — 0,8 м, скорость течения возрастает до 1 м/с[7].
- После впадения реки Посадочной Шренк имеет ширину 162 метра, глубину 1,2 м, скорость течения — 0,4 м/с[8].

## Притоки
По порядку от устья, только поименованные:
- 13 км: Косая (пр.)
- 40 км: Привальная (пр.)
- 60 км: руч. Порожистый (лв.)
- 61 км: Ветка (лв.)
- 72 км: Отрядная (пр.)
- 74 км: Холодная (пр.)
- 80 км: Узкая (пр.)
- 96 км: руч. Базный (лв.)
- 102 км: Встречи (лв.)
- 104 км: Река Мамонта (лв.)
- 135 км: Быстрая (пр.)
- 138 км: Гравийная (пр.)
- 159 км: Равнинная (лв.)
- 185 км: Начальная (лв.)
- 210 км: Грядовая (пр.)
- 214 км: Переходная (лв.)
- 224 км: Ветвистая (пр.)
- 248 км: Посадочная (пр.)
- 257 км: руч. Светлый (лв.)
- 266 км: руч. Узкий (пр.)
- 276 км: Ледяная (лв.)
- 282 км: Красная (пр.)
- 305 км: Москвичка (пр.)
- 317 км: Ожидания (лв.)
- 327 км: Христинка (пр.)
- 330 км: Михайловка (пр.)
- 338 км: руч. Базовый (лв.)